# معادن زراعية

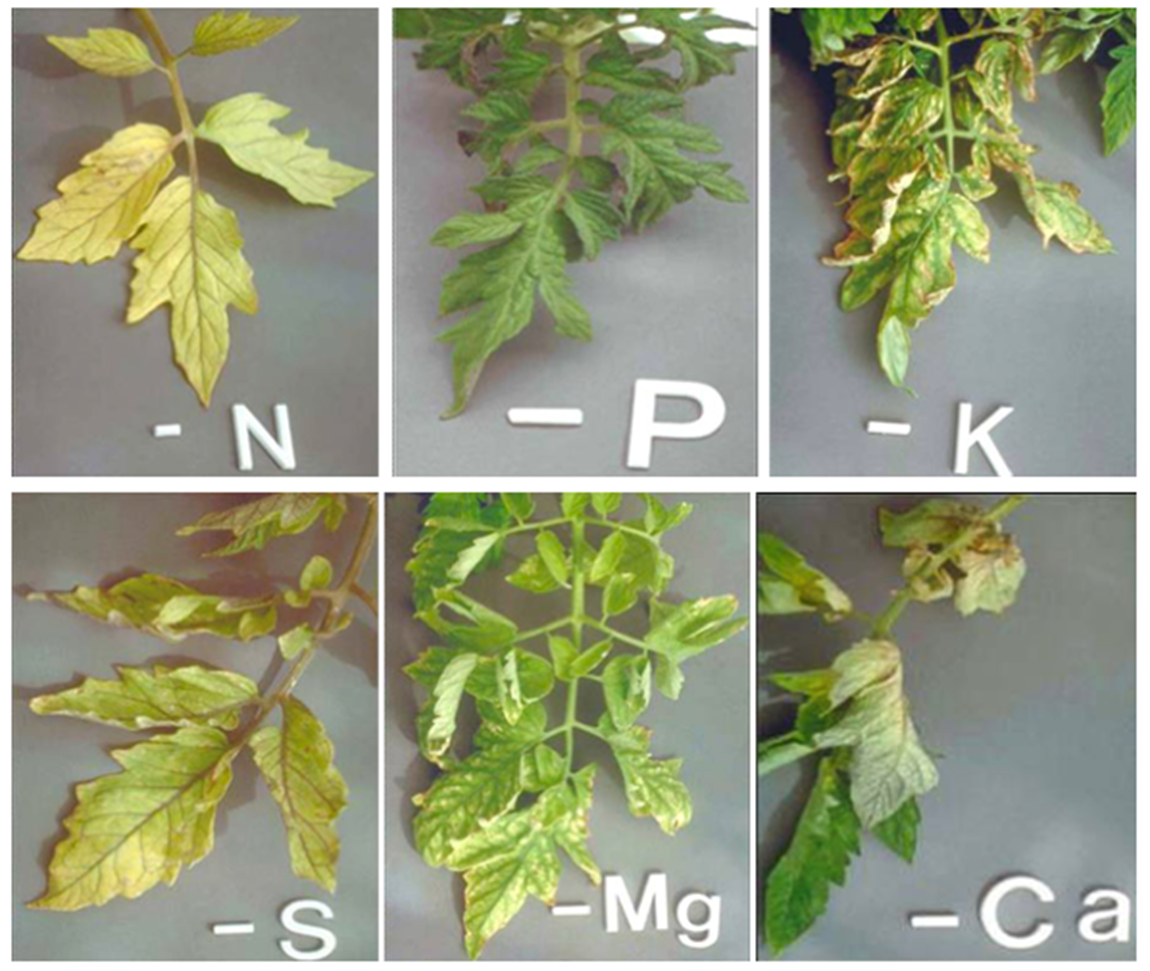

المعادن الزراعية هي معادن ذات أهمية في عملية الزراعة والبستنة, عادةً ما تكون عبارة عن عناصر غذائية للنبات ضرورية لنموه. ويتم إنتاج بعض المعادن الزراعية طبيعيًا بتركيزات وأشكال يمكن استخدامها كمخصبات بديلة أو محسنات للتربة.
ويطلق على دراسة المعادن الزراعية علم الجيولوجيا الزراعية, ويهتم الجيولوجيون الزراعيون بقضايا مثل تجديد خصوبة التربة في المناطق التي يتم بها استخراج المعادن الزراعية أو انحلالها باستخدام طرق الزراعة غير المستدامة.